# Marsautó

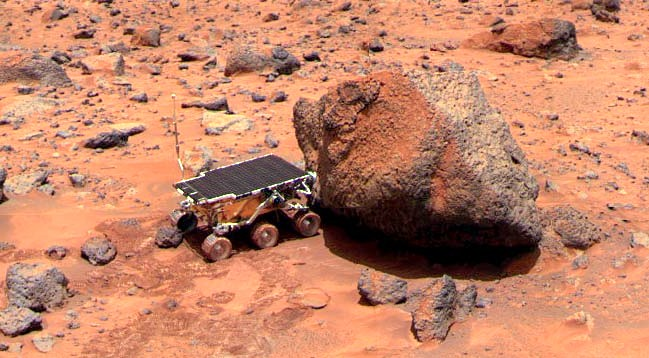
Az első marsautó, a Sojourner a Mars felszínén

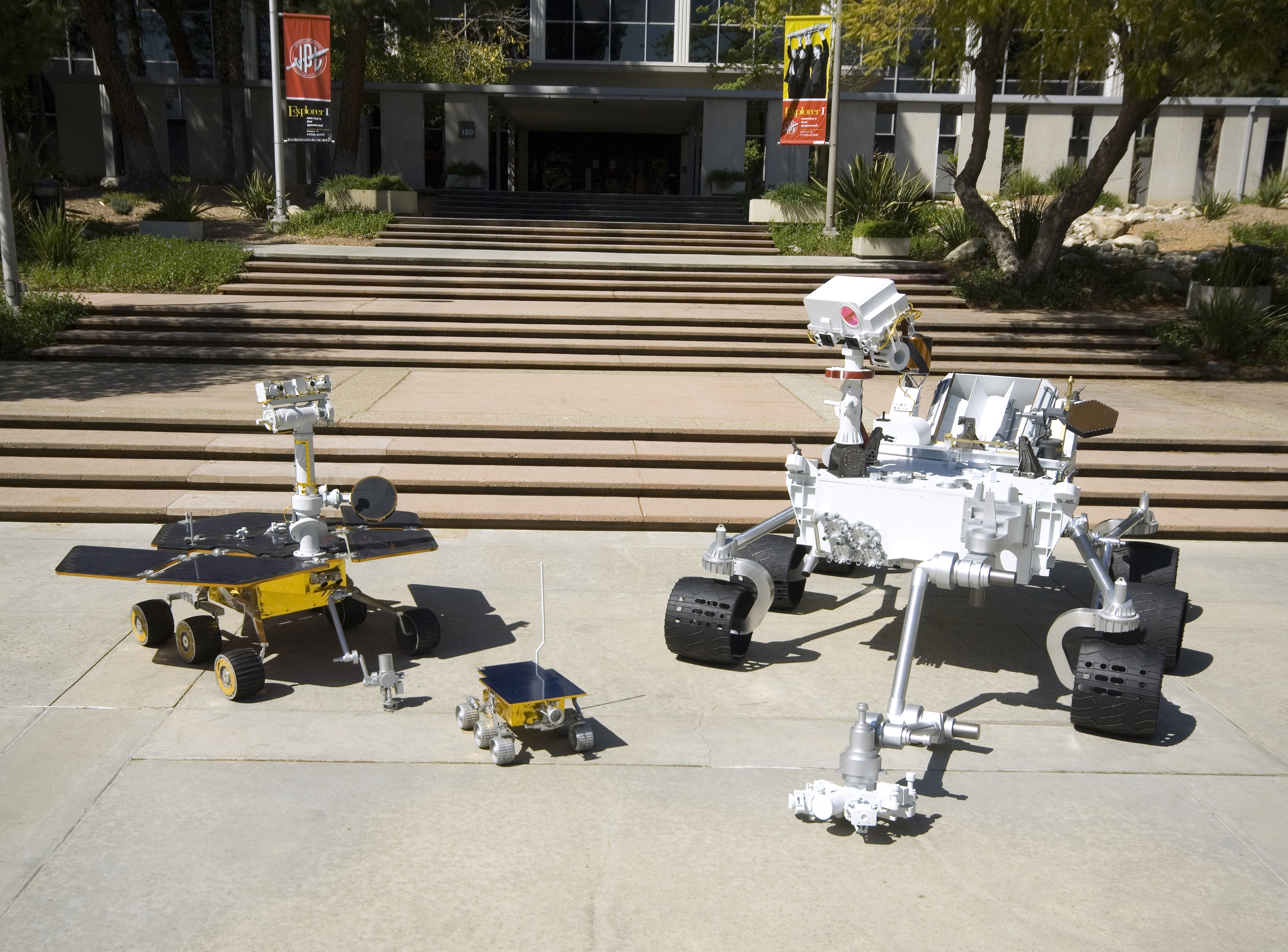
A Mars Exploration Rover, a Sojourner és a Mars Science Laboratory makettjei a Jet Propulsion Laboratory épülete előtt

A marsautó a Mars kutatására használt emberek nélküli felszíni jármű.

## Története
Az első marsautó a Sojourner volt, amelyet a NASA küldött a Marsra a Mars Pathfinder űrszondával 1996. december 4-én. A Mars Pathfinder 1997. július 4-én szállt le a Marsra.
A NASA már sokkal nagyobbnak tervezte meg a Mars Exploration Rover két marsautóját: a Spirit 2003. június 10-én indult, 2004. január 4-én érkezett meg, az Opportunity 2003. július 7-én indult és 2004. január 25-én érkezett meg. Mindkettőt Delta II rakétával indították el.
Eddig minden marsautó kisméretű robotjármű volt, legfeljebb néhány száz méteres távolság megtételére tervezték. Mindhárom NASA rover meghaladta tervezett élettartamát.

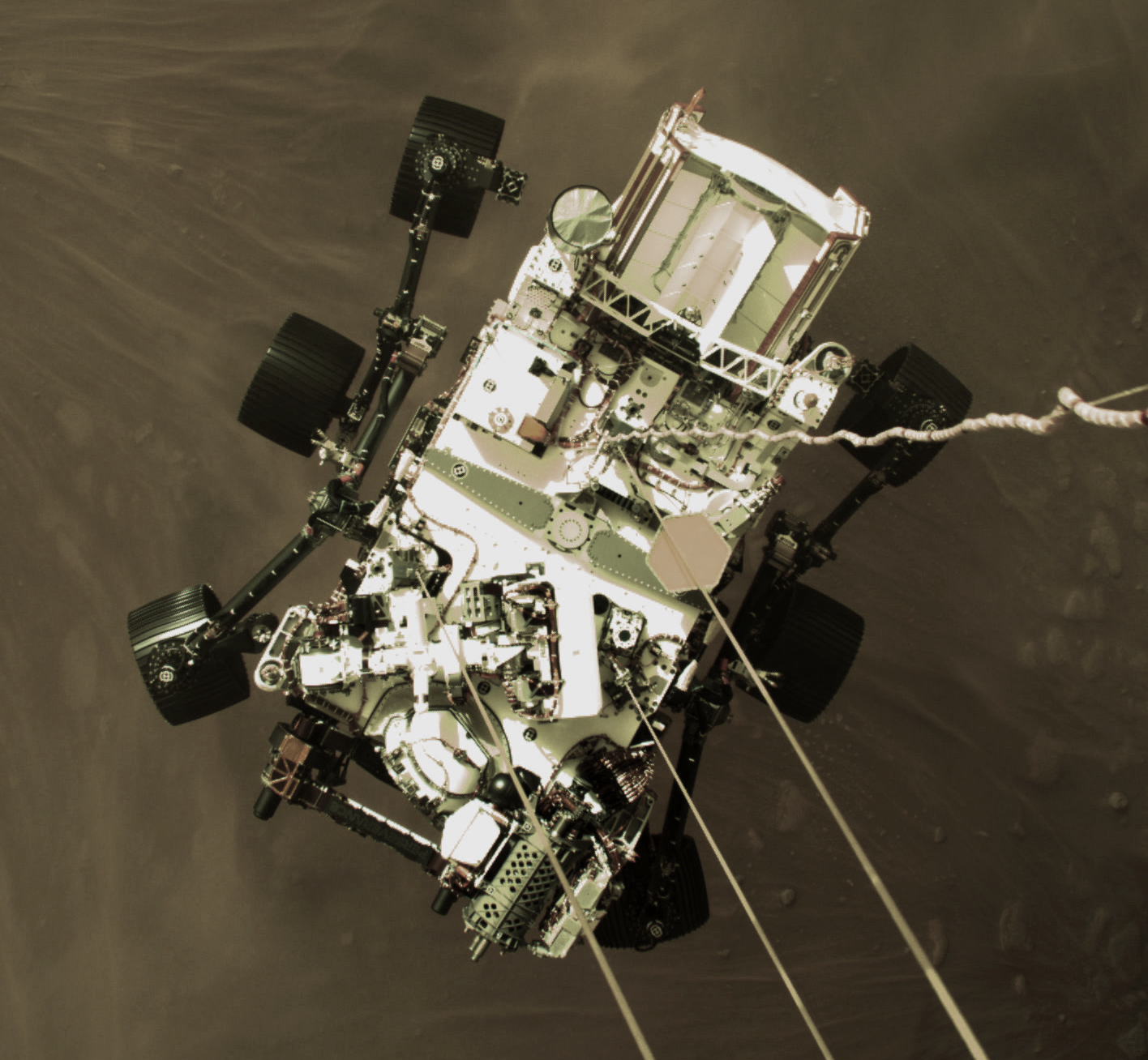
A Perseverance landolás közben

2011-ben indult útjára a Mars Science Laboratory és 2016-ban pedig az ESA első marsautója, az ExoMars. 2021-ben a Perseverance hajtott végre sikeres landolást a Jezero kráterben, mely az ősi mikrobakteriális élet maradványait keresi.

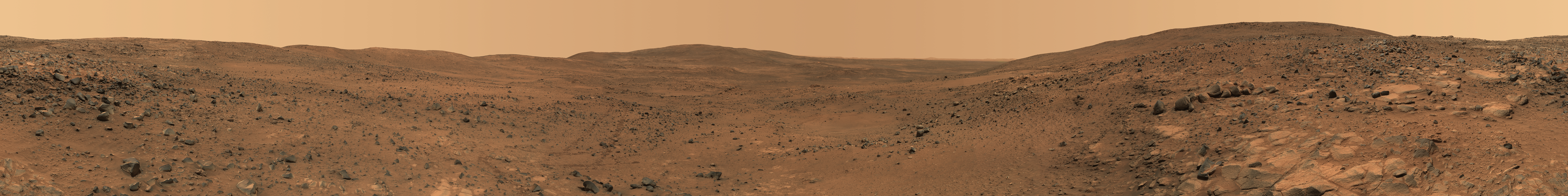
A Husband Hill panorámaképe a Spirit rovertől (2005. november)